# NGC 294
NGC 294 (другое обозначение — ESO 29-SC22) — рассеянное скопление в галактике Малое Магелланово Облако, расположенное в созвездии Тукана.
Оно было открыто Джоном Гершелем 11 апреля 1834 года, однако, возможно наблюдалось до этого Джеймсом Данлопом 5 сентября 1825 года.
На 2007 год, средняя металличность входящих в него звезд оценивается в −0,95, а возраст — в 320±150 миллионов лет. Как и NGC 265, данное скопление содержит значительное число звезд, находящихся на стадии голубой петли, хотя и с несколько большей цветовой дисперсией.